# Argot
Argot é uma linguagem específica utilizada por um grupo de pessoas que compartilham algumas características comuns, como categoria social, profissão, procedência ou gostos.
Às vezes, os argots se convertem em instrumentos para evitar que as mensagens sejam entendidas por indivíduos estranhos a uma coletividade, isto acontece em, por exemplo, grupos marginais (delinquentes, traficantes, presos, mendigos), onde o segredo é uma necessidade derivada das atividades ilegais dos membros do grupo.
Também por uso frequente, se produzem argots continuamente para denominar algo que realmente não tem uma tradução literal específica na língua utilizada, a maioria de argots deste tipo acabam sendo aceitos como vocabulário próprio desse idioma.

## O argot na língua
Deve ser destacado, que precisamente o argot é o motivo principal das trocas linguísticas e renovações da língua, já que devido à criatividade e comodidade de seu uso, alguns termos acabam substituindo ou complementando a outros que caem em desuso.

## Imagem social do argot
No passado, o argot esteve sempre relacionado com o vulgar. Mas pouco a pouco e com o passar do tempo, sobretudo com a entrada do passado século XX, seu uso e seu estudo ganharam certo grau de respeito.

## Argot vs jargão
É possível diferenciar o argot do jargão, já que, alguns estudiosos afirmam que enquanto o termo jargão se utiliza unicamente para a linguagem técnica entre grupos sociais ou profissionais, o argot abarcaria todo tipo de palavras e frases entre pessoas com uma mesma posição, ramo ou função.